# Macromitrium
Macromitrium là một chi rêu trong họ Orthotrichaceae.